# Guido Mazza
Guido Mazza (Torino, 18 gennaio 1903 – 20 aprile 1977) è stato un calciatore italiano, di ruolo centrocampista.

## Carriera
Guido Mazza detto Mazza II, fu fratello minore di Luigi Mazza (Mazza I) e maggiore di Pio Mazza (Mazza III). Tutti i tre fratelli erano giocatori del Circolo Valentino Torino  di Hockey su ghiaccio e furono nazionali agli europei del 1924. Solo Guido e Pio giocarono anche a calcio e tennis.
Partecipò con la Juventus ai campionati del 1922-23 e 1923-24 e alle attività amichevoli dell'anno successivo, venendo schierato in totale in tre partite ufficiali e cinque amichevoli.
Una volta ritiratosi dall'attività sportiva, si dedicò all'attività di agente di cambio.

## Statistiche

### Presenze e reti nei club
| Stagione        | Club            | Campionato      | Campionato | Campionato |
| Stagione        | Club            | Comp            | Pres       | Reti       |
| --------------- | --------------- | --------------- | ---------- | ---------- |
| 1922-1923       | Juventus        | Prima Divisione | 2          | 0          |
| 1923-1924       | Juventus        | Prima Divisione | 1          | 0          |
| Totale Juventus | Totale Juventus |                 | 3          | 0          |
| Totale carriera | Totale carriera |                 | 3          | 0          |